# Despot (prezime)
Despot je prezime poznate hrvatske obitelji podrijetlom iz Zaostroga. Stariju povijest ove obitelji kroz rodoslovlje možemo promatrati do početka druge polovice 18. st. kada se spominje Pavao Despot 1756. godine. 
Obitelj su obilježila tri značajna hrvatska pjesnika i intelektualca kroz tri zasebne generacije. Oni su fra Ivan Despot, Ilija Despot i Pavao Despot.